# Сельский округ им.Конай-бия
Се́льский окру́г и́мени Кона́й-би́я (каз. Қарауыл Қонай би ауылдық округі) — административная единица в составе Зерендинского района Акмолинской области Республики Казахстан. Административный центр — село Карауыл Конай-бия.

## География
Сельский округ расположен на юге района, граничит:
- на востоке с Бурабайским районом,
- на юге и западе со сельским округом имени Малика Габдуллина,
- на севере с Чаглинским сельским округом.

На территории сельского округа находятся 7 озёр.

## История
В 1989 году существовал как Карабулакский сельсовет (сёла Карабулак, Игилик, Жамантуз, Октябрь).
После переименование административного центра сельского округа — села Карабулак в село Карауыл Канай-би в 2001 году, сам округ начал носить нынешнее название.
В 2010 году село Октябрь было переименовано в Желтау и преобразовано в аул.

## Население
| Численность населения | Численность населения | Численность населения |
| 1989                  | 1999                  | 2009                  |
| --------------------- | --------------------- | --------------------- |
| 2053                  | ↘1549                 | ↘953                  |

## Состав
В состав сельского округа входят 4 населённых пунктов.
| № | Населённый пункт  | Тип населённого пункта       | Население, 1989 | Население, 1999 | Население, 2009 |
| - | ----------------- | ---------------------------- | --------------- | --------------- | --------------- |
| 1 | Жамантуз          | село                         | 301             | 217             | 134             |
| 2 | Желтау            | аул                          | 217             | 138             | 75              |
| 3 | Игилик            | село                         | 610             | 507             | 388             |
| 4 | Карауыл Конай-бия | село, административный центр | 925             | 687             | 356             |